# Arnold (ソフトウェア)
Arnold（アーノルド）は、Solid Angle社の作成した、不偏で、物理ベースのレイトレーシング3Dレンダリングアプリケーションである。
Arnoldを使用した有名な映画には、『モンスター・ハウス』、『くもりときどきミートボール』、『アリス・イン・ワンダーランド』、『マイティ・ソー』、『キャプテン・アメリカ』、『X-MEN:ファースト・ジェネレーション』、『アベンジャーズ』、『レッド・テイルズ』、『アンダーワールド 覚醒』、『キャプテンハーロック』、『エリジウム』、『パシフィック・リム』及び『ゼロ・グラビティ』がある。

## 技術
Arnoldはモンテカルロ・レイトレーシングを基にしている。したがって、そのエンジンは、シーン全体に数十億の空間的に非可干渉 (インコヒーレント) な光線を送出することに最適化されている。 光が壁や他の物体から跳ね返り、間接的に被写体を照らすことができるように、しばしば1レベルの拡散相互反射を使用する。 Elysiumの宇宙ステーションのような複雑なシーンでは、インスタンシングを大量に使用する。また、Arnoldはマテリアルとテクスチャを定義するためにOpen Shading Languageを使用する。

## 歴史

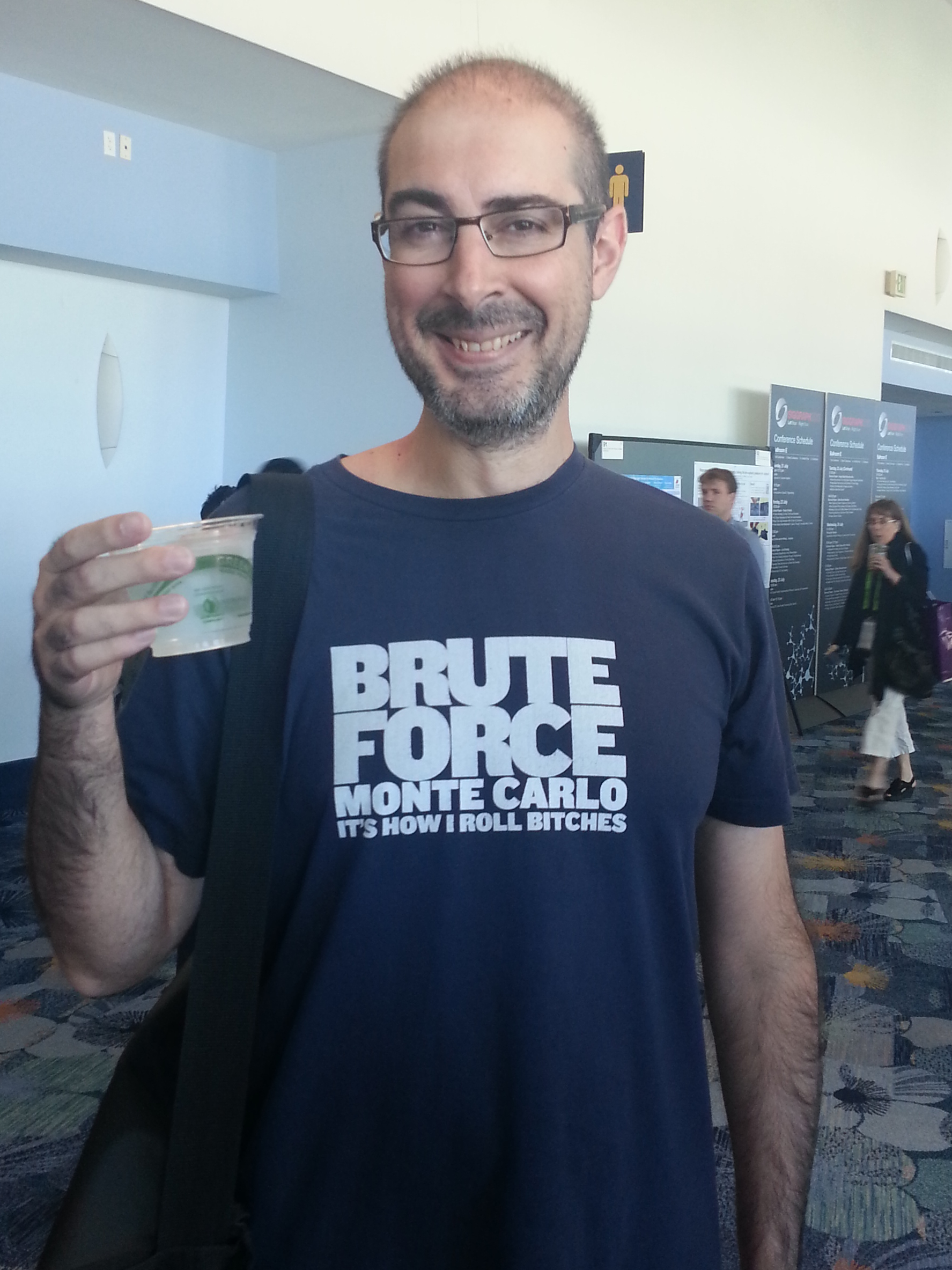
SIGGRAPH 2013でのMarcos Fajardo

Marcos FajardoはArnoldのチーフアーキテクトである。現在のArnoldとなったものの始まりは、Fajardoが自身のレンダラーを書くことを決めた1997年にある。 その年、彼はSiggraphに出席し、会議に出席した友人との議論で、アーノルドのレンダリング技術の基盤となる確率的レイトレーシングに興味が駆り立てられた。
Fajardoのレンダラーの初期のバージョンはRenderAPIと呼ばれていた。Arnoldという名前は、彼らが映画館で見たアーノルド・シュワルツェネッガーの映画を模倣した後、ファハルドの友人の一人がその名前を提案した時に登場した。
Arnoldの背後にある会社Solid Angleは、2016年前半にAutodeskに買収された。買収は2016年4月18日に正式発表された。

## プラグイン / コンバーター
公式
- Maya (MtoA)
- 3ds Max (MaxtoA)
- Cinema 4D (C4DtoA)
- Houdini (HtoA)
- Katana (KtoA)

サードパーティー / オープンソース
- Softimage (SitoA) - 公式プラグインであったが、開発終了後にオープンソース化された[4]。
- Massive (massive2arnold)[5]
- Nuke (ATON)[6]
- Blender (Arnold for Blender) - 旧Barnold[7]。BtoA[8]の後継。
- LightWave (LWtoA)[9][5] - 開発停止中。